# Повильо
Повѝльо (на италиански: Poviglio, на местен диалект Puvî, Пуви) е градче и община в северна Италия, провинция Реджо Емилия, регион Емилия-Романя. Разположено е на 31 m надморска височина. Населението на общината е 7278 души (към 2010 г.).